# Ламбен, Денис
Денис Ламбен (фр. Denis Lambin; между 1516 и 1521, Монтрёй — 29 сентября 1572, Париж) — французский филолог.

## Биография
Профессор греческой словесности в Париже. Выделялся широкой эрудицией и был известен также медлительностью своего чтения и толкований авторов; полагают, что его имя было источником французского слова lambiner — медлить. Ценны его издания Горация (Лион, 1561; Венеция, 1566), Лукреция (1563), Цицерона (1566) и др.